# Каменнополь (Николаевская область)
Каменнополь (укр. Кам'янопіль) — село в Братском районе Николаевской области Украины.
Основано в 1873 году. Население по переписи 2001 года составляло 53 человека. Почтовый индекс — 55442. Телефонный код — 5131. Занимает площадь 0,323 км².

## История
В 1946 году указом ПВС УССР село Штейнфельд переименовано в Каменнополь.

## Местный совет
55442, Николаевская обл., Братский р-н, с. Каменно-Костоватое, ул. Октябрьская, 20